# The Best of 1980-1990
The Best of 1980-1990 es la primera compilación de grandes éxitos de la banda irlandesa U2, lanzada en noviembre de 1998. Contiene los sencillos del grupo que se convirtieron en éxitos durante la década de 1980 pero también remezclas en algunas presentaciones en vivo, así como en grabaciones nuevas. En abril de 1999 se lanzó un vídeo complementario (presentando vídeos musicales e imágenes de directo). El álbum fue seguido por otra compilación, The Best of 1990-2000, en el 2002.
Una versión limitada que contenía un disco especial de  B-sides  fue lanzada en la misma fecha de la edición de un disco. Ambas versiones del álbum entraron en el Billboard Top 200, haciendo de U2 uno de los primeros grupos en tener al mismo tiempo 2 versiones diferentes de un mismo disco en las listas de los más vendidos.
La nueva grabación incluida en el disco fue "Sweetest Thing", que es una versión renovada del B-side del sencillo "Where the Streets Have No Name" (1987).

## Lista de canciones

### Best Of
1. "Pride (In the Name of Love)" – 3:48
2. "New Year's Day" (editado) – 4:17
3. "With or Without You" – 4:55
4. "I Still Haven't Found What I'm Looking For" – 4:38
5. "Sunday Bloody Sunday" – 4:40
6. "Bad" (editado) – 5:50
7. "Where the Streets Have No Name" (editado) – 4:35
8. "I Will Follow" – 3:36
9. "The Unforgettable Fire" – 4:53
10. "Sweetest Thing " (The Single Mix) – 3:00
11. "Desire" – 2:59
12. "When Love Comes to Town" – 4:17
13. "Angel of Harlem" – 3:49
14. "All I Want Is You" – 6:31
15. "October" – 2:20

"The Sweetest Thing" fue lanzado como "single".
En Japón, "One Tree Hill" está disponible como bonus track después de "All I Want Is You".
En todas las ediciones, "October" es una pista escondida que comienza tras un minuto de silencio después de terminada "One Tree Hill" (Japón) o "All I Want Is You" (en todas las otras regiones).

### B-sides
1. "The Three Sunrises" – 3:52
2. "Spanish Eyes" – 3:14
3. "Sweetest Thing" – 3:03
4. "Love Comes Tumbling" – 4:40
5. "Bass Trap" (editado) – 3:31
6. "Dancing Barefoot" (versión extendida) – 4:45
7. "Everlasting Love" – 3:20
8. "Unchained Melody" – 4:52
9. "Walk to the Water" – 4:49
10. "Luminous Times (Hold on to Love)" – 4:35
11. "Hallelujah, Here She Comes" (editado) – 4:00
12. "Silver and Gold" – 4:37
13. "Endless Deep" – 2:57
14. "A Room at the Heartbreak Hotel" (editado) – 4:32
15. "Trash, Trampoline, and the Party Girl" – 2:33

La versión de "Sweetest Thing" en este disco es la original de 1987.
Este disco incluye tres versiones:
- "Dancing Barefoot" fue escrita por Patti Smith e Ivan Kral.
- "Everlasting Love" fue escrita por Buzz Cason y Mac Gayden.
- "Unchained Melody" fue escrita por Alex North y Hy Zaret.

Además "Silver and Gold" fue originalmente grabada por Bono con Keith Richards y Ron Wood. La versión que aparece aquí, sin embargo, es una regrabación de U2, que apareció como B-side en "Where the Streets Have No Name" (1987).
"Hallelujah, Here She Comes" presenta a Billy Preston en el órgano.
"Trash, Trampoline, and the Party Girl" es conocida como "Party Girl".

## Video
1. "Pride (In the Name of Love)"
2. "New Year's Day"
3. "With or Without You"
4. "I Still Haven't Found What I'm Looking For"
5. "Sunday Bloody Sunday"
6. "Bad"
7. "Where the Streets Have No Name"
8. "I Will Follow"
9. "The Unforgettable Fire"
10. "Sweetest Thing"
11. "Desire"
12. "When Love Comes to Town"
13. "Angel of Harlem"
14. "All I Want Is You"
15. "One Tree Hill"

Música y letras por U2.